# دار الوثائق القومية (السودان)
 دار الوثائق القومية بالسودان، وقد أنشئت تحت الانتداب البريطاني تحت تسمية مكتب محفوظات السودان ثم أصبحت تسمى عام 1965 دار الوثائق المركزية وفي عام 1982 أصبحت تحمل اسمها الحالي ، وهي المؤسسة التي تعنى بحفظ السجلات والأرشيف الحكومي إلى جانب الوثائق السودانية من مخطوطات ووثائق مختلفة.

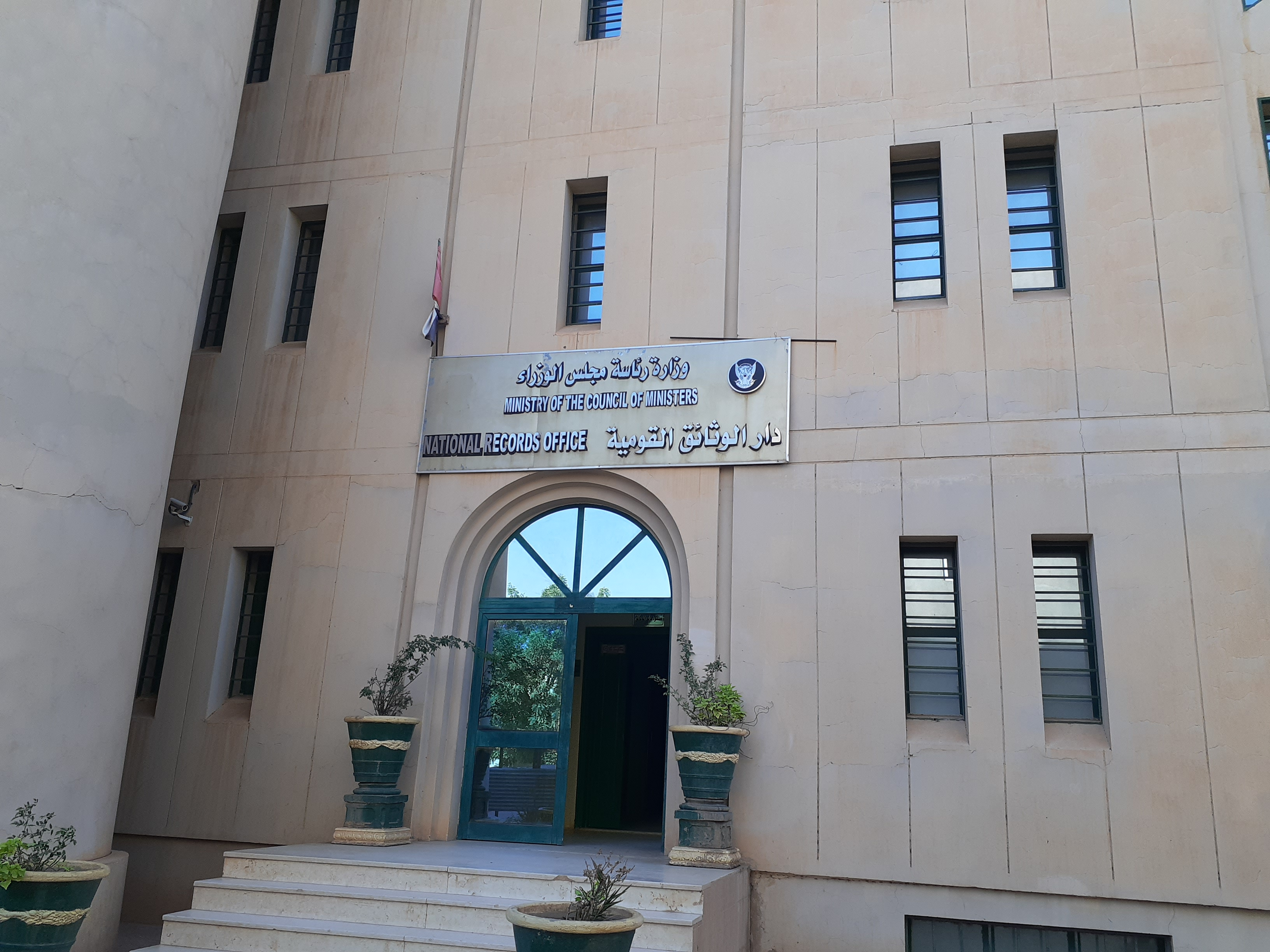
دار الوثائق القومية السودانية

## نشأة وتطور دار الوثائق القومية
يعود تأسيس دار الوثائق القومية السودانية إلى عام 1916 عندما فكرت الإدارة البريطانية في تكوين مكتب يعني بجمع وتنظيم الوثائق المالية لتيسير إدارة بلد شاسع ومترامي الأطراف، ثم اتسعت دائرة الاهتمام بجمع الأوراق وتنظيمها في مطلع العشرينات فشملت الأوراق والمكاتبات القضائية.
وفي عام 1948 أسست الإدارة البريطانية بالسودان مكتب محفوظات السودان وأسندت مهمة إدارته إلى لجنة سميت لجنة محفوظات السودان وقد اهتمت هذه المؤسسة إلى جانب جمع الوثائق الرسمية، بجمع الوثائق الخاصة التي كانت بحوزة الخواص من أفراد وعائلات. وفي عام 1921 تكونت لجنة المحفوظات برئاسة السكرتير القضائي وقد انحصراهتمامها في المستندات والوثائق الرسمية.وقد أسندت رئاسة المكتب إلى المؤرخ والجامعي البريطاني بيتر هولت في عام 1953 وهو منتدب من كلية غردون لادارة محفوظات السودان والذي ساعده السوداني محمد إبراهيم أبو سليم الذي آلت إليه إدارة الدار إلى عام 1995، ثم خلفه علي صالح كرار.
تعود فكرة إنشاء جهه لحفظ الوثائق الحكومية الي عام 1916م عندما بدأ احساس الإدارة البرطانية في السودان انذاك بمشكلة حفظ الاوراق الاداريه والماليهوالقضائيه.وكان امر حفظها فيما سبق رهينا بالمدراء الثلاثة.وقد ترتب على ذلك تراكم الاوراق، وفقدان بعضها أو حرقها، ولهذه الأسباب فكر السكرتير المالي في قيام جهاز مركزي لتنظيم المكاتبات المالية والتي كانت عرضه للضياع والتراكم لكن هذه الفكرة لم تر النور الا في عام 1921عندام افتتح مركز لحفظ الاوراق يتبع للسكرتير الإداري حددت مهامه في جمع وتنظيم الوثائق والمستندات المالية.
وفي عام1923 وضع المستر ليبل السكرتير الإداري نظام موحد لترقيم الملفات في المركز وترك حفظ اوراق المديريات رهنا بتصرف المدرين فيها.ونظام ترقيم الملفات هو قاعده ادارية لتنظيم المكاتبات والمستندات بطرق مرتبة ومحددة يسهل الوصول اليها بأقل جهد وفي أقصر وقت ممكن.وقد جاء تقسيم هذا النظام الي لاقسام فمثلا من القسم (159)للمواضيع الرئسية في ذاللك الوقت فالرقم (1)للإدارة والرقم (2)للزراعة والرقم (66)للقبائل وهكذا.
من القسم7090 تركت احتياطي للرجوع اليها عند الحاجة والضرورة وذالك بتصديق من مكتب السكرتير الإداري ومن القسم91 وفما فوق تركت كاحتياطي مفتوح للاستعمال دون اللجوء لمكتب السكرتيرب الإداري للتصديق وعمم هذا النظام لكل المديرين في المراكز المختلفة للعمل به وإضافة مايرونة وظل هذا النظام الموحد مستوفيا للغرض الذي انشأ من اجله وهو تنفيذ ومتابعة الأعمال الاداريه وربطها بمكتب السكرتير الإداري.وبهذه الإجراءات ضمنت الإدارة البرطانيه حفظ الاوراق وترتيبها بحسب نظام الترقيم لحين اشعار اخر كما يقولونقبل تأسيس مكتب محفوظات السودان طرقت العديد من الأفكار والمقترحات، فأقترح أحد موظفي المخابرات السودانية عندما تم إنشاء متحف بيت الخليفة لجمع تراث المهديه.تحويل المجموعات الرئسية من الوثائق التارخيه ومن ضمنها وثائق المهديه الي المتحف للعرض وبيع جزء منها لصالح مال المتحف.ولم يؤخذ بهذا الاقتراح وبقيت وثائق المهديه في مكتب السكرتير الإداري وفي عام1948عندما تمت ترقية كلية غردون التذكاريه الي مصاف الكلية الجامعية برزت فكرة تحويل الوثائق التارخيه اليه ولكن السكرتير الإداري عارض الفكرة وامر بانشاء مكتب لجمع وتنظيم الوثائق التارخية والحكوميه وبموجب هذا القرار كونت لجنه محفوظات السودان التي عقدت أول اجتماع لها في فبراير1949وضعة فيها الاسس والإجراءات التنظمية الخاصة بالوثائق.
ثم تعاقب على ادارت هذا المكتب عدد من موظفي السكرتارية قبل ان يوكل الامر للمستر بيترهولت الذي وضع اللبنة الأولى لمسار الارشيف السوداني بتنظيمه لاوراق المهديه والمخابرات الحربية.واقترح المستر هولت في سبتمبر 1953فصل مكتب محفوظات السودان عن وزارت الداخلية وخلق وظيفة مساعد امين للمحفوظات ليشغلها سوداني جامعي تمشيا مع سياسة سودنه الوظائف الحكومية فيل الاستقلال

## محتوياتها
تضم دار الوثائق القومية السودانية وثائق يعود بعضها إلى عصر سلطنة سنار (1552- 1820) ومملكة دارفور (1445- 1916)، إلى جانب وثائق فترة المهدية والتي تمثل أضخم المجموعات بجانب المجموعات لحكومات السودان خلال الانتداب، ووثائق وسجلات الحكومات الوطنية منذ إعلان استقلال البلاد في 1 يناير 1956.وإلى جانب ذلك نجد مجموعات الصحف اليومية، والصور الفوتغرافية، والمخطوطات، والرسائل الجامعية والخرائط وغيرها.وتقدر عدد الوثائق الحالية بالدار بحوالي ثلاثين مليون وثيقة

## هيكلتها
تتمثل أهم الإدارات التي يتكون منها الهيكل الإداري لدار الوثائق القومية السودانية في:
1. الإدارة العامة لجمع الوثائق، وهي الإدارة المسئولة عن جمع الوثائق في كل انحاء السودان حيث تقوم بتغذية الدار من الوثائق الحكومية من الوزارات والمصالح المختلفة في المراكز والولايات.كما تقوم بتفتيش وفرز وتقييم وتحويل الوثائق الحكومية ذات القيمة العلمية والاثباتية لمستودعات الدار وفق ثوابت علمية محددة ومعلومة، إضافة الي انها تقوم بتقديم المشورة الفنية بشأن تنظيم وترتيب ارشيفيات الدولة الجارية.كما تقوم عبر لجان مختصة ومشتركة بالتخلص من الوثائف عديمة الجدوي بطرق فنية وعلمية إضافة لجمع الوثائق الخاصة والأهلية.
2. إدارة الحفظ وخدمات الوثائق: تختص هذه الإدارة بحفظ الوثائق وفق مواصفات علمية دقيقة يراعي فيها تسمية المجموعة الارشيفية المراد حفظها بعد تصنيفها وفهرستها لضبط حركة الوثائق وتيسير الاستفادة منها وذلك بوضع المراشد والادلة والفهارس والكشافات والبيلو جرافيات والفهارس التحليلية للمجموعات الارشيفية قبل إدخالها وتخزينها النهائي للمستودعات، كما تقوم هذه الإدارة باستقبال الباحثين بمختلف درجاتهم العلمية وتخصصاتهم ومدهم بمصادر المعلومات وتوجيهم.وذلك عبر اجراءات ادار ية وارانيك مخصصة لضبط حركة الوثائق من والي المستودعات بالاشتراك مع قاعة الباحثين.المراجعة الدورية للوثائق ومعالجة التلف للوثائق المطروقة من قبل القراء والباحثين وذلك بترميمها وصيانتها وتجليدها بواسطة الإدارة الفنية المختص بالصيانة والترميم والتجليد وصناعة اوعية الحفظ (الصناديق) كما تضم الإدارة مكتبة عربية وانجليزبة وأخري للدوريات تقدم خدماتها بواسطة قاعة القراء والباحثين.
3. إدارة التقنية والتوثيق: هذه الإدارة تم تأسيسها حديثاً لمواكبة التطور العلمي والتقني في مجال الحوسبة والرقمية والأرشفة والالكترونية وهي امتداد لإدارة البحوث والمخطوطات السابقة والتي كانت تهتم بالتبادل الثقافي وجمع المخطوطات وفهرستها وإعداد الدراسات المصدرية التي تسهم في إرساء دعائم البحث العلمي.وتحقيق ونشر المقتنيات الوثائقية ذات القيمة المصدرية وألان تقوم بمراجعة المجموعات الأرشيفية وأعدادها للأرشفة بتحليل وتسجيل محتويات كل ملف مع مراعاة رموز الملف السابقة مع تحديد درجة السرية والحالة المادية والقيمة المعلوماتية.
4. إدارة الشئون المالية والإدارية: تقوم هذه الإدارة بتصريف الشئون الادارية والمالية وإدارة شئون العاملين في الهيئة، حفظ المكاتبات الرسمية.توفير احتياجات الدار المكتبية والادارية.وضع الميزانيات السنوية وحفظ سجل وظائف العاملين ووضع أسس الانضباط في العمل والمظهر العام بالإضافة لتسير كافة المتحركات التي تخدم العمل والعاملين.
5. إدارة إلاعلام والعلاقات العامة والتدريب: تعني هذه الإدارة بالجانب الإعلامي وتوثيق علاقات الدار الثقافية مع المؤسسات الشبيهة وذات الصلة علي المستويين المحلي والخارجي.وبوضع خطط تدريب الارشيفيين بالمرافق الحكومية الاخري.كما تقوم بتدريب العاملين بالدار وعكس مناشط الدار المختلفة عبر وسائل الاعلام الداخلية والخارجية واستقبال وتنظيم زيارات الوفود الرسمية والشعبية والطلابية

## وصلة خارجية
- موقع دار الوثائق القومية السودانية
- موقع أمين عام الدار السابق محمد إبراهيم أبوسليم